# Migala
Migala – zespół rockowy pochodzący z Hiszpanii. W jego zróżnicowanej twórczości można odnaleźć inspiracje takimi stylami muzycznymi jak pop, post-rock i folk.
Zespół rozpadł się w 2006 roku, jednak jego członkowie co jakiś czas dają wspólne koncerty.

## Dyskografia
- Diciembre 3 a.m. (1997, Acuarela)
- Así duele un verano (1998, Acuarela)
- Arde (2000, Acuarela)
- Restos de un incendio (2001, Acuarela)
- La increíble Aventura (2004, Acuarela)